# Brasão de armas da Comunidade Autónoma do País Basco

Brasão do País Basco.

O Zazpiak Bat, versão do brasão com as sete províncias do país basco

O brasão de armas do País Basco (Comunidade autônoma da Espanha) (espanhol: Escudo del País Vasco, na língua basca: Euskal autonomi erkidegoaren armarria) é formada por quatro quartéis que representam aos três territórios históricos do país basco (Álava, Guipúzcoa e Biscaia) e um quarto, no qual só aparece um fundo vermelho. É cercado por uma coroa de folhas de carvalho, memória da árvore de Guernica. O quarto quartel representava as correntes da Navarra; no entanto, após um processo legal pelo Governo navarro que alegava que o uso do símbolo de uma região na bandeira de outra era ilegal, o Tribunal Constitucional da Espanha ordenou a remoção das correntes num julgamento em 1986.

## Os quartéis

As armas de Álava simbolizam a independência da província, com o destro do escudo pronto para lutar com seus inimigos.
O quarto quartel mostrava as correntes de Navarra.